# 铁包金
小叶黄鳝藤（学名：[Berchemia lineata] 错误：{{Lang}}：文本有斜体标记（帮助）），或稱铁包金，为鼠李科黄鳝藤属下的一个种。其种加词“lineata”意为“线条状的”。

## 分布
台灣全境海岸礁石、山坡至山麓、河床地。

## 型態
灌木狀藤木，莖伸長，近似匍匐狀，具有多數分枝；小枝細長，淡紅色。葉互生，兩列排列狀，葉片卵形或近圓形，先端鈍或圓，基部鈍或楔形，革質，全緣，表面暗綠色，背面淡綠色，中肋於表面凹下而於背面隆起。花多數且小，花瓣白色，為頂生或腋生之總狀花序，叢生狀；花萼五裂，裂片線形，直立與鑷合狀；花瓣披針形。果實為核果，長橢圓形，果實成熟時為紫黑色。花期夏、秋間，結果期秋季。

## 效用
有祛風利濕、止血止痛、解熱鎮咳、跌打損傷等效用。